# Sainte-Eulalie (Cantal)
Pour les articles homonymes, voir Sainte-Eulalie.
Sainte-Eulalie est une commune française située dans le département du Cantal, en région Auvergne-Rhône-Alpes.

## Géographie
La commune est arrosée par la Maronne, un important affluent de la Dordogne.

### Communes limitrophes
Les communes limitrophes sont Ally, Drugeac, Pleaux, Saint-Cirgues-de-Malbert, Saint-Martin-Valmeroux et Besse.

### Climat
Pour des articles plus généraux, voir Climat d'Auvergne-Rhône-Alpes et Climat du Cantal.
En 2010, le climat de la commune est de type climat de montagne, selon une étude du CNRS s'appuyant sur une série de données couvrant la période 1971-2000. En 2020, Météo-France publie une typologie des climats de la France métropolitaine dans laquelle la commune est exposée à un climat de montagne ou de marges de montagne et est dans la région climatique  Ouest et nord-ouest du Massif Central, caractérisée par une pluviométrie annuelle de 900 à 1 500 mm, maximale en automne et en hiver. 
Pour la période 1971-2000, la température annuelle moyenne est de 10 °C, avec une amplitude thermique annuelle de 15,5 °C. Le cumul annuel moyen de précipitations est de 1 287 mm, avec 13,8 jours de précipitations en janvier et 8,4 jours en juillet. Pour la période 1991-2020, la température moyenne annuelle observée sur la station météorologique de Météo-France la plus proche, sur la commune de Marmanhac à 15 km à vol d'oiseau, est de 10,6 °C et le cumul annuel moyen de précipitations est de 1 461,7 mm,. Pour l'avenir, les paramètres climatiques de la commune estimés pour 2050 selon différents scénarios d'émission de gaz à effet de serre sont consultables sur un site dédié publié par Météo-France en novembre 2022.

## Urbanisme

### Typologie
Au 1er janvier 2024, Sainte-Eulalie est catégorisée commune rurale à habitat très dispersé, selon la nouvelle grille communale de densité à 7 niveaux définie par l'Insee en 2022.
Elle est située hors unité urbaine. Par ailleurs la commune fait partie de l'aire d'attraction de Mauriac, dont elle est une commune de la couronne,. Cette aire, qui regroupe 16 communes, est catégorisée dans les aires de moins de 50 000 habitants,.

### Occupation des sols
L'occupation des sols de la commune, telle qu'elle ressort de la base de données européenne d’occupation biophysique des sols Corine Land Cover (CLC), est marquée par l'importance des territoires agricoles (84,1 % en 2018), en augmentation par rapport à 1990 (81,6 %). La répartition détaillée en 2018 est la suivante : 
zones agricoles hétérogènes (54 %), prairies (30,1 %), forêts (15,9 %). L'évolution de l’occupation des sols de la commune et de ses infrastructures peut être observée sur les différentes représentations cartographiques du territoire : la carte de Cassini (XVIIIe siècle), la carte d'état-major (1820-1866) et les cartes ou photos aériennes de l'IGN pour la période actuelle (1950 à aujourd'hui).

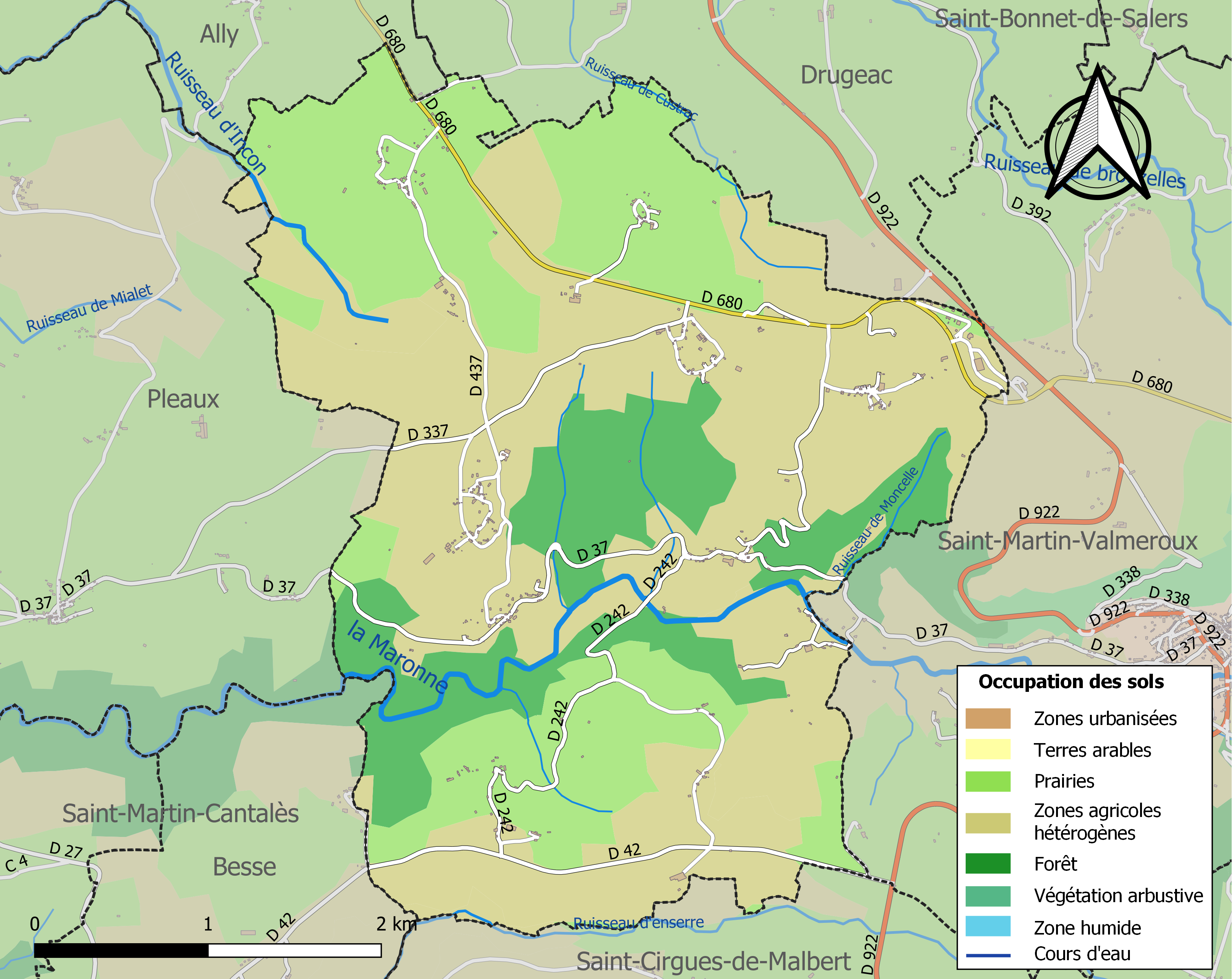
Carte des infrastructures et de l'occupation des sols de la commune en 2018 (CLC).

### Habitat et logement
En 2018, le nombre total de logements dans la commune était de 179, alors qu'il était de 175 en 2013 et de 167 en 2008.
Parmi ces logements, 58,7 % étaient des résidences principales, 34,1 % des résidences secondaires et 7,3 % des logements vacants. Ces logements étaient pour 99,4 % d'entre eux des maisons individuelles et pour 0,6 % des appartements.
Le tableau ci-dessous présente la typologie des logements à Sainte-Eulalie en 2018 en comparaison avec celle du Cantal et de la France entière. Une caractéristique marquante du parc de logements est ainsi une proportion de résidences secondaires et logements occasionnels (34,1 %) supérieure à celle du département (20,4 %) et à celle de la France entière (9,7 %). Concernant le statut d'occupation de ces logements, 82,9 % des habitants de la commune sont propriétaires de leur logement (83,2 % en 2013), contre 70,4 % pour le Cantal et 57,5 pour la France entière.
| Typologie                                               | Sainte-Eulalie | Cantal | France entière |
| ------------------------------------------------------- | -------------- | ------ | -------------- |
| Résidences principales (en %)                           | 58,7           | 67,7   | 82,1           |
| Résidences secondaires et logements occasionnels (en %) | 34,1           | 20,4   | 9,7            |
| Logements vacants (en %)                                | 7,3            | 11,9   | 8,2            |

## Histoire
Au cours de la période révolutionnaire de la Convention nationale (1792-1795), la commune a porté le nom de Basse-Maronne.

## Politique et administration
| Période                                  | Période                    | Identité        | Étiquette | Qualité              |
| ---------------------------------------- | -------------------------- | --------------- | --------- | -------------------- |
| Les données manquantes sont à compléter. |                            |                 |           |                      |
| mars 1983                                | En cours (au 10 août 2014) | Albert Rochette | PS        | Agriculteur retraité |

## Démographie
L'évolution du nombre d'habitants est connue à travers les recensements de la population effectués dans la commune depuis 1793. Pour les communes de moins de 10 000 habitants, une enquête de recensement portant sur toute la population est réalisée tous les cinq ans, les populations de référence des années intermédiaires étant quant à elles estimées par interpolation ou extrapolation. Pour la commune, le premier recensement exhaustif entrant dans le cadre du nouveau dispositif a été réalisé en 2008.

En 2022, la commune comptait 231 habitants, en évolution de +9,48 % par rapport à 2016 (Cantal : −1,08 %, France hors Mayotte : +2,11 %).
| 1793 | 1800 | 1806 | 1821 | 1831 | 1836 | 1841 | 1846 | 1851 |
| ---- | ---- | ---- | ---- | ---- | ---- | ---- | ---- | ---- |
| 878  | 837  | 915  | 947  | 867  | 881  | 780  | 880  | 928  |

| 1856 | 1861 | 1866 | 1872 | 1876 | 1881 | 1886 | 1891 | 1896 |
| ---- | ---- | ---- | ---- | ---- | ---- | ---- | ---- | ---- |
| 848  | 902  | 819  | 925  | 946  | 878  | 928  | 942  | 834  |

| 1901 | 1906 | 1911 | 1921 | 1926 | 1931 | 1936 | 1946 | 1954 |
| ---- | ---- | ---- | ---- | ---- | ---- | ---- | ---- | ---- |
| 800  | 832  | 705  | 589  | 632  | 647  | 556  | 515  | 452  |

| 1962 | 1968 | 1975 | 1982 | 1990 | 1999 | 2006 | 2008 | 2013 |
| ---- | ---- | ---- | ---- | ---- | ---- | ---- | ---- | ---- |
| 433  | 400  | 315  | 273  | 225  | 219  | 207  | 204  | 202  |

| 2018 | 2022 | - | - | - | - | - | - | - |
| ---- | ---- | - | - | - | - | - | - | - |
| 227  | 231  | - | - | - | - | - | - | - |

## Lieux et monuments

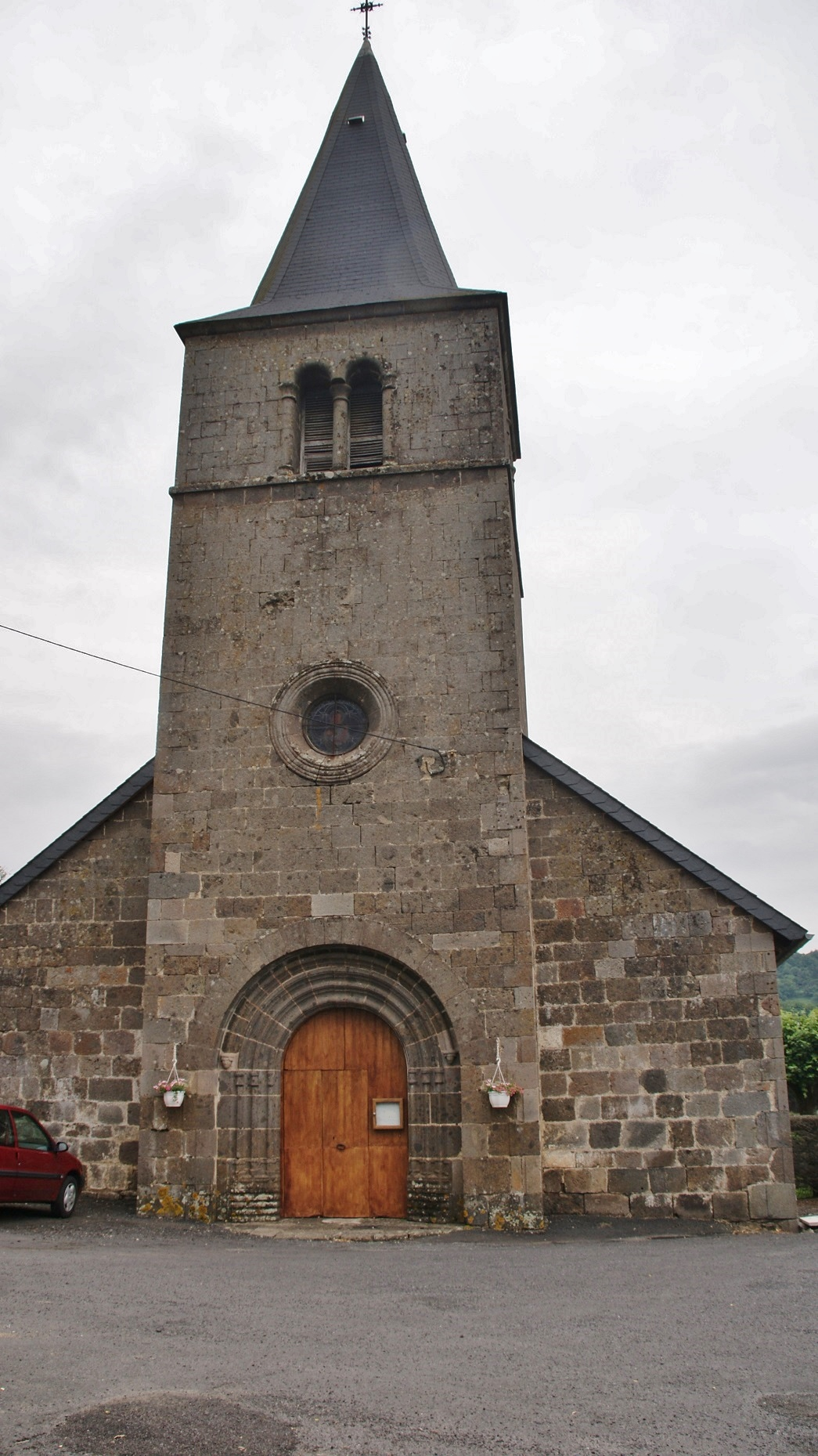
Église paroissiale Saint-Laurent de Sainte-Eulalie.

- Église paroissiale Saint-Laurent.